# William Henry Perkin
Sir William Henry Perkin FRS (12 de març de 1838 - 14 de juliol de 1907) fou un químic anglès conegut pel descobriment de la mauveïna, el primer colorant sintètic.
El seu pare era un constructor i la família vivia a l'East End de Londres. De nen tenia gran curiositat per tot allò relacionat amb les arts, les ciències, la fotografia i l'enginyeria. El descobriment d'un laboratori degradat, però funcional, al domicili del seu avi, l'encaminà cap a la química. El seu talent i devoció foren percebuts pel Thomas Hall, professor de l'Escola de la Ciutat de Londres, que l'animà a assistir a les conferències de Michael Faraday a la Royal Institution. Aquestes xerrades el decidiren a ingressar al Royal College of Chemistry el 1953, a l'edat de 15 anys, que estava encapçalat pel químic alemany August Wilhelm von Hofmann. En dos anys es convertí en l'ajudant més jove de Hofmann.